# Trins
Trins ist eine Gemeinde mit 1391 Einwohnern (Stand 1. Jänner 2025) im Bezirk Innsbruck-Land in Tirol (Österreich). Die Gemeinde liegt im Gerichtsbezirk Innsbruck.

## Geografie

### Lage
Trins liegt im vorderen Teil des Gschnitztals, welches bei Steinach am Brenner vom Wipptal abzweigt, am Fuß des 2241 m hohen Blaser.

### Gemeindegliederung
Das aus der gleichnamigen Katastralgemeinde bestehende Gemeindegebiet umfasst neben Trins folgende als Dorf qualifizierte Ortschaften:
- Bichl
- Galtschein-Siedlung
- Greitenwiesen
- Leiten
- Pirchet

## Geschichte
Der Name Trins wird erstmals um 1077/80 als Trunnis in einer Aufzeichnung von Kloster Scheyern urkundlich erwähnt. Der Name geht auf die Flur Truna (Truna-Alm, Trunabach) zwischen Lahnwiesen und dem Leitnerberg zurück. Es lag das Ausgangswort *Trunia- (‚zur Truna-Alm gehörig‘) zugrunde. Truna wiederum bedeutet ‚fruchtbares Gebiet‘.
Die Gemeinde ist eine alte Knappensiedlung. Abgebaut wurden bereits in vorrömischer Zeit Antimon, Kupfer und Blei, der Höhepunkt der Bergbautätigkeiten wurde im 16. und 17. Jahrhundert erreicht. Die Knappen siedelten nah beisammen, dadurch drängen sich die Häuser von Trins in rätoromanischer Bauweise zu einem verwinkelten Haufendorf zusammen. Mit der Schließung der Bergwerke im 17. Jahrhundert wurde mit der Landwirtschaft begonnen.
Seit 1811 ist Trins eine selbständige Gemeinde. Mit Errichtung der Brennerbahn kamen erste Touristen ins Gschnitztal. Ab den 1920er Jahren intensivierte sich der Sommerfrische-Tourismus und auch für den Winter wurden sechs Schlepplifte in Gschnitz und Trins errichtet. Ab den 1980er Jahren ging der Tourismus aufgrund mangelnder Investitionen wieder zurück. In Trins gibt es aktuell nur noch einen Schlepplift, der Tourismus hat sich auf naturnahe und kleinstrukturierte Angebote spezialisiert und ist mittlerweile ein Bergsteigerdorf. In den 1970er Jahren war Trins Drehort im Film „Das vergessene Tal“ von Regisseur James Clavell.

### Bevölkerungsentwicklung
EinwohnerJahr4006008001000120014001860189019201950198020102040EinwohnerEinwohnerentwicklung von Trins

## Kultur und Sehenswürdigkeiten

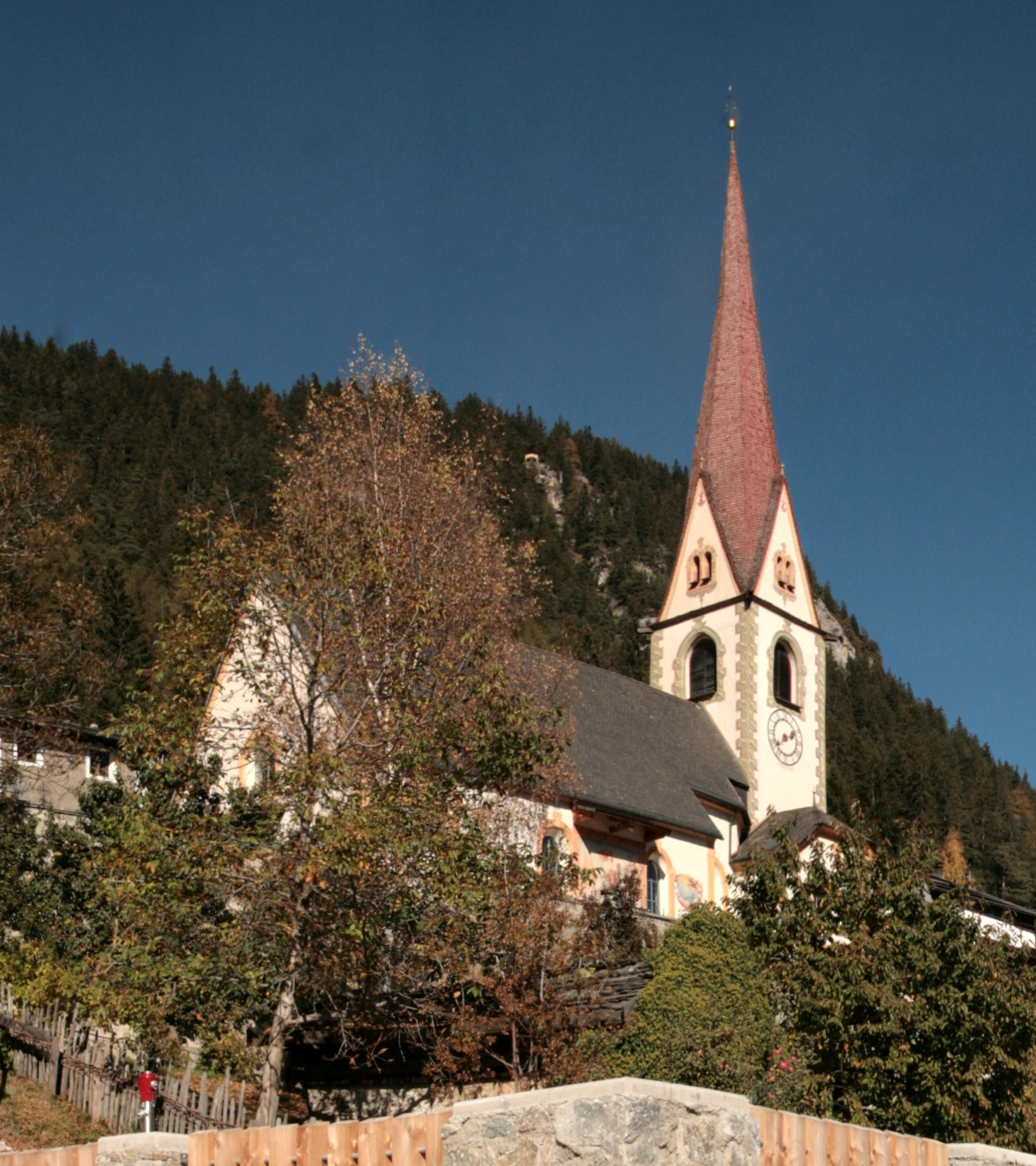
Pfarrkirche Trins

- Katholische Pfarrkirche Trins hl. Georg mit Friedhofskapelle und Kriegerkapelle: spätgotisch, urkundlich 1359 erstmals erwähnt
- Wallfahrtskapelle St. Magdalena im Gschnitztal, das Bergkirchlein St. Magdalena wurde 1307 erstmals erwähnt und birgt als Besonderheit für Nordtirol romanische Wandmalereien aus dem 13. Jahrhundert
- Kapelle hl. Antonius
- Kapelle hl. Anna
- Kapelle hl. Barbara
- Kapelle hl. Josef
- Kalvarienberg mit Kruzifix[7]
- Schloss Schneeberg: das bemerkenswerte Baudenkmal ist auf der nacheiszeitlichen Trinser Moräne gelegen und stammt großteils aus dem 18. Jahrhundert
- Pfarrwidum
- Schulgebäude: 2014 renoviert

## Wirtschaft und Infrastruktur

### Verkehr
Trins ist über die von der Brennerstraße abzweigende Gschnitztalstraße mit Steinach und Gschnitz verbunden.

### Tourismus
Die Gemeinde Trins gehört zum Verbandsgebiet vom Tourismusverband Wipptal und ist ein ausgeglichener Sommer- und Wintertourismusort. Seit Mai 2019 gehört Trins mit der Nachbargemeinde Gschnitz zum Kreis der Bergsteigerdörfer des österreichischen Alpenvereins. Das Gschnitztal ist das Tal mit den meisten Berghütten im Wipptal. Insgesamt gibt es sechs bewirtschaftete Hütten und Almen (Blaserhütte, Padasterjochhaus, Innsbrucker Hütte, Bremer Hütte, österr. Tribulaunhütte, Jausenstation St. Magdalena), wovon sich drei auf Trinser Gemeindegebiet (Blaserhütte, Padasterjochhaus, Jausenstation St. Magdalena) befinden.
Winter
Die Gemeinde betreibt einen kleinen mit Flutlicht und Beschneiung ausgestatteten Tellerlift. Durch das Gschnitztal führen ca. 45 km Loipen im Klassischen und Skating-Stil, deren Benützung kostenlos ist. Parkplätze sind aber gebührenpflichtig. Es führt ein Winterwanderweg durch das Gschnitztal. Schneeschuhwanderungen sind z. B. auf den Blaser möglich.
Sommer
In Trins gibt es viele Wandermöglichkeiten zu den umliegenden Hütten und Almen. Der bekannteste Berg ist der Blaser, der vor allem wegen seiner Flora bekannt ist. Der Berg gehört zum Landschaftsschutzgebiet Serles-Habicht-Zuckerhütl. Die bewirtschafteten Hütten können über die Gschnitztaler Hüttentour (6 Etappen) in einer Rundtour um das Gschnitztal begangen werden. Start ist entweder bei der Blaserhütte oder auf der gegenüberliegenden Seite beim Nösslachjoch (Auffahrt mit der Gondel der Bergeralm). Zu den Hütten führen auch meist Mountainbike-Wege, so kann man mit dem Bike/E-Bike bis zur Hütte fahren und von dort zum Gipfel aufsteigen (Bike and Hike). Im Sommer gibt es beim Fußballplatz in Trins für Wohnmobile Stellplätze mit Stromanschluss, die von der Gemeinde betrieben werden.

## Politik

### Gemeinderat
Bei der Gemeinderatswahl 2016 traten drei Parteien an. Die Mandate wurden folgendermaßen verteilt:
- 5 Trins Gemeinsam
- 5 Offene Heimatliste Trins
- 3 Für Trins mit Christoph Nocker

Bei der Wahl 2022 trat nur die Liste „Trins Gemeinsam“ an und errang damit alle 13 Mandate.

### Bürgermeister
- 2010–2016 Alois Mair[10]
- seit 2016 Mario Nocker[11][9]

### Wappen
Blasonierung: In Gold ein erhöhter, oben gezinnter schwarzer Balken, darunter ein giebelloser roter Sparren. Die Farben der Gemeindeflagge sind Rot-Gelb.
Das Wappen wurde 1994 von der Tiroler Landesregierung verliehen. Der schwarze Zinnenbalken steht für das Schloss Schneeberg, der rote Sparren für die Trinser Moräne, auf der sich das Schloss erhebt. Die goldene Spitze sowie die Farben Rot und Gold wurden dem Wappen des Klosters Säben entnommen, das im Spätmittelalter Schneeberg als landesfürstliches Lehen besaß.

## Persönlichkeiten
Söhne und Töchter der Gemeinde:
- Franz Tost (* 1956), Formel-1-Teamchef

mit Trins verbunden:
- Richard Wettstein (1863–1931), Botaniker: in Trins gestorben
- Theodor Rittler (1876–1967), Strafrechtler: in Trins wohnhaft[13]
- Rudolf Borchardt (1877–1945), Schriftsteller: in Trins gestorben und begraben
- Fritz von Wettstein (1895–1945), Botaniker: in Trins gestorben
- Otto Sarnthein (* 1947), Landeskommandant des Bundes der Tiroler Schützenkompanien: Hauptmann der Kompanie Trins[14]

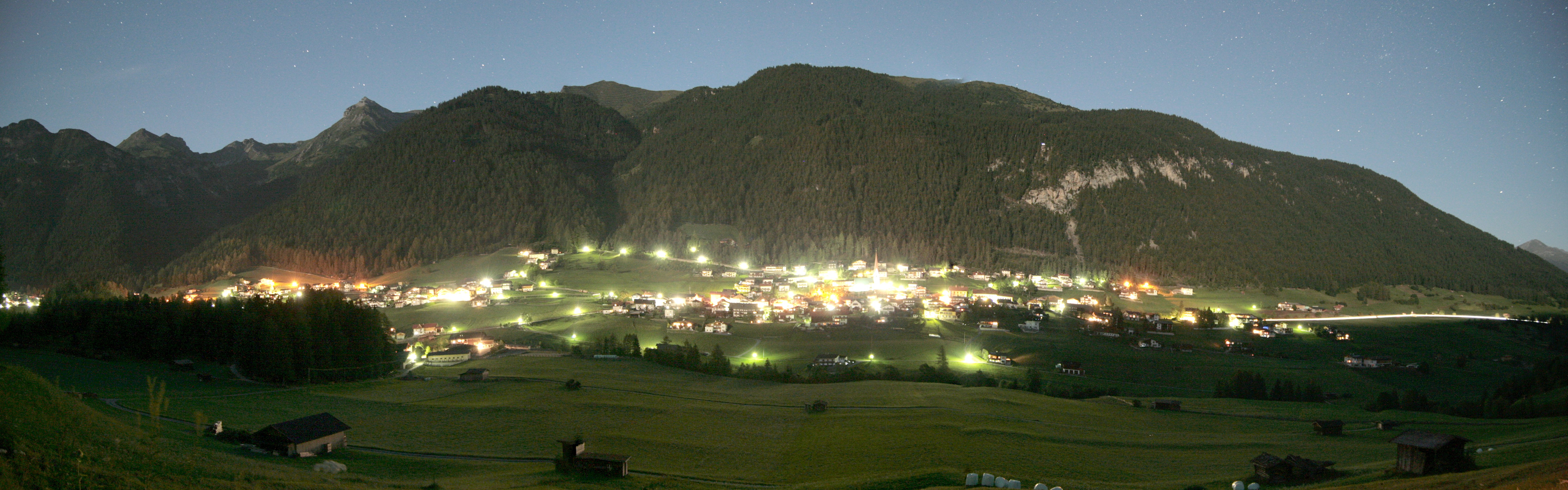
Ortskern von Trins bei Nacht
360°-Panorama: Trinser-Schilift
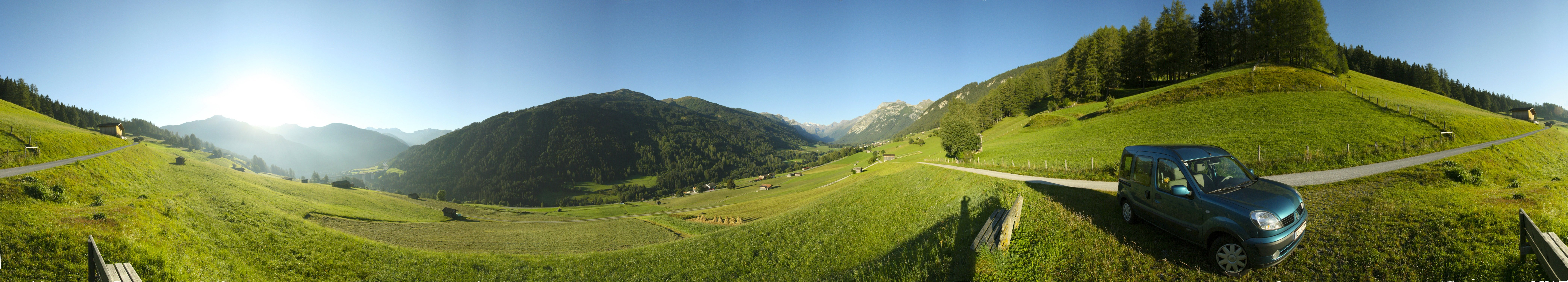
360°-Panorama ~2 km vor Trins: Taleingang Gschnitztal
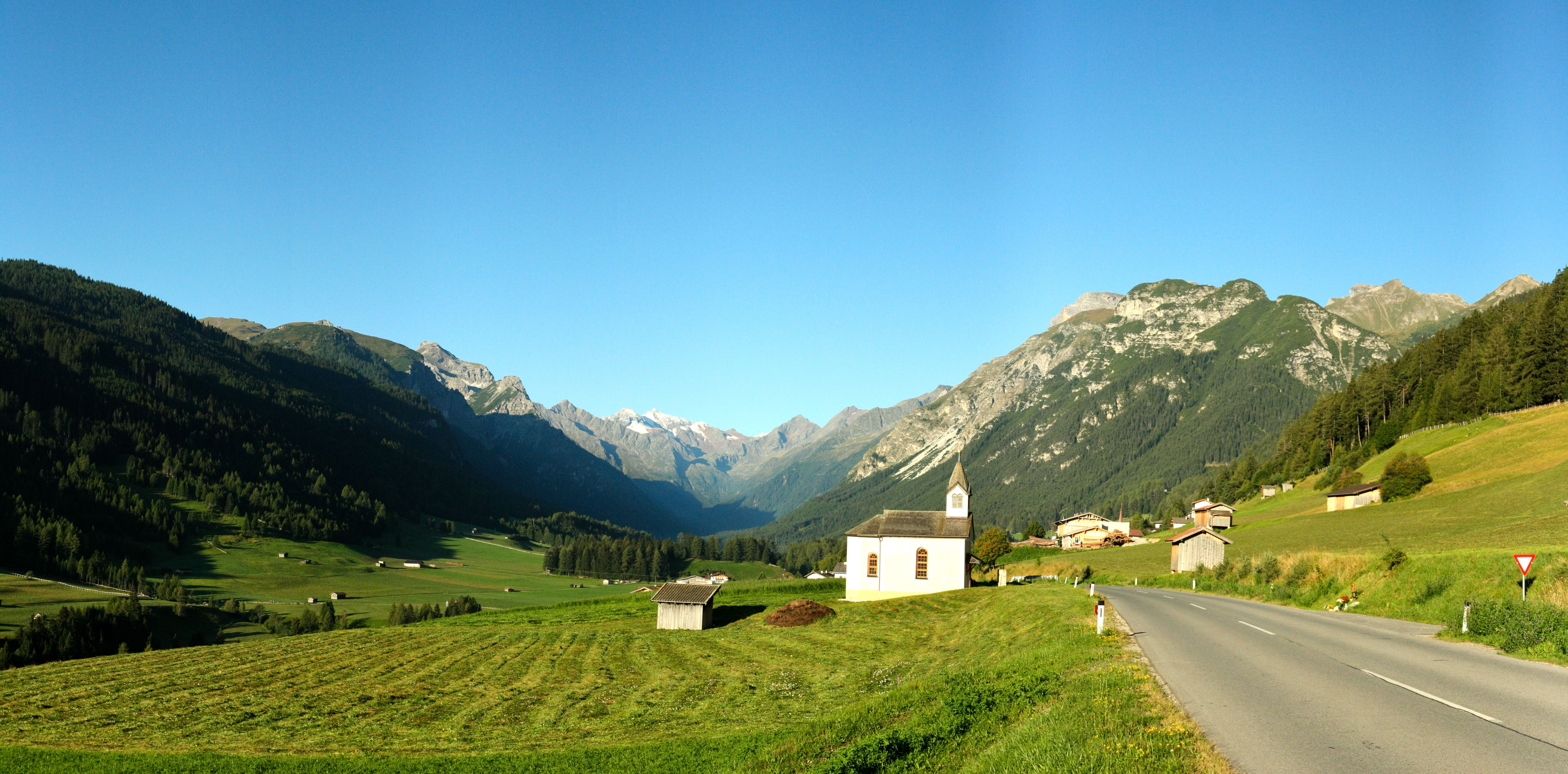
Gschnitztal Blick Richtung Westen, ~1 km vor Trins
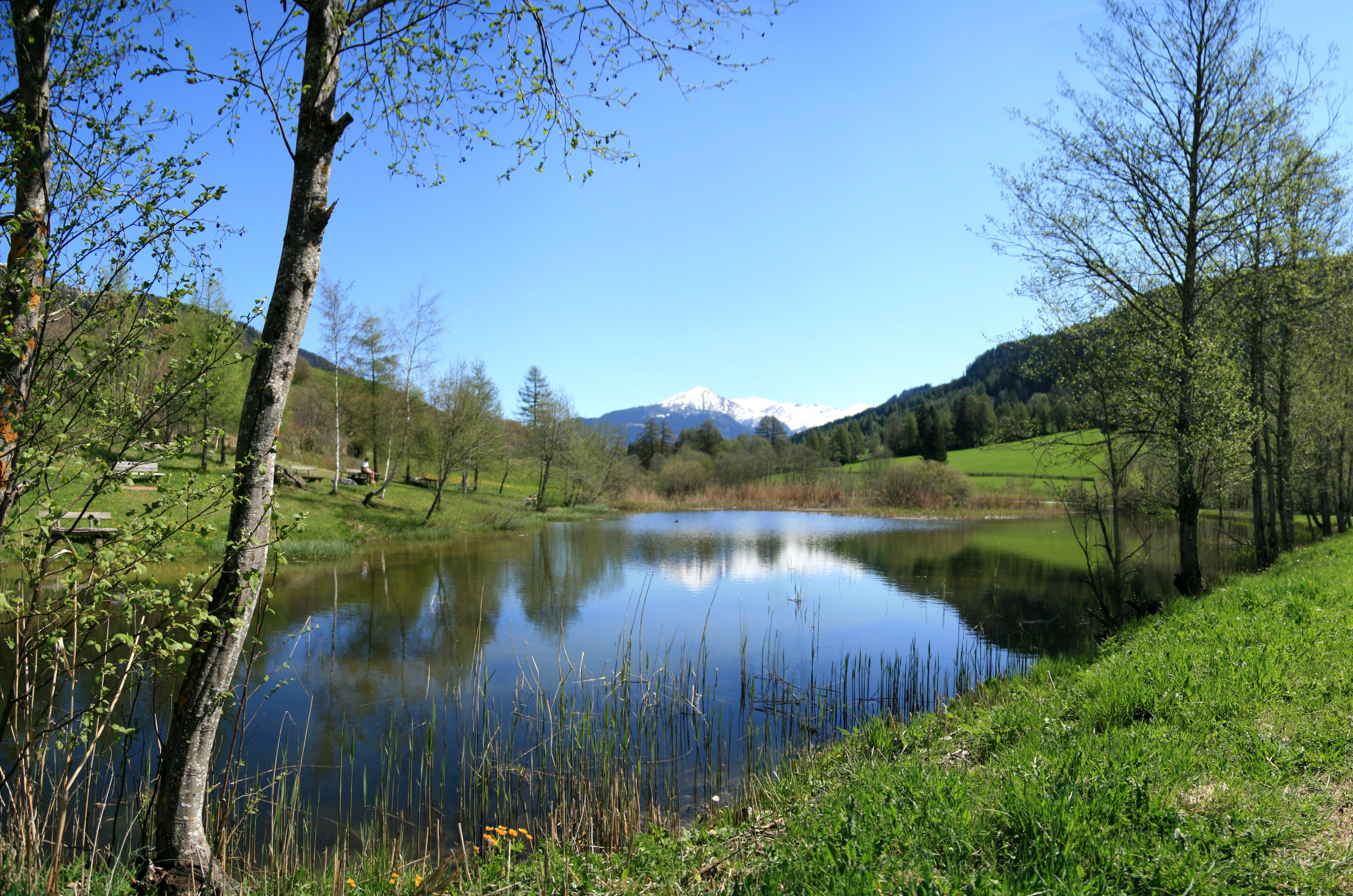
Teich bei Trins: Blickrichtung Osten auf Pendelstein
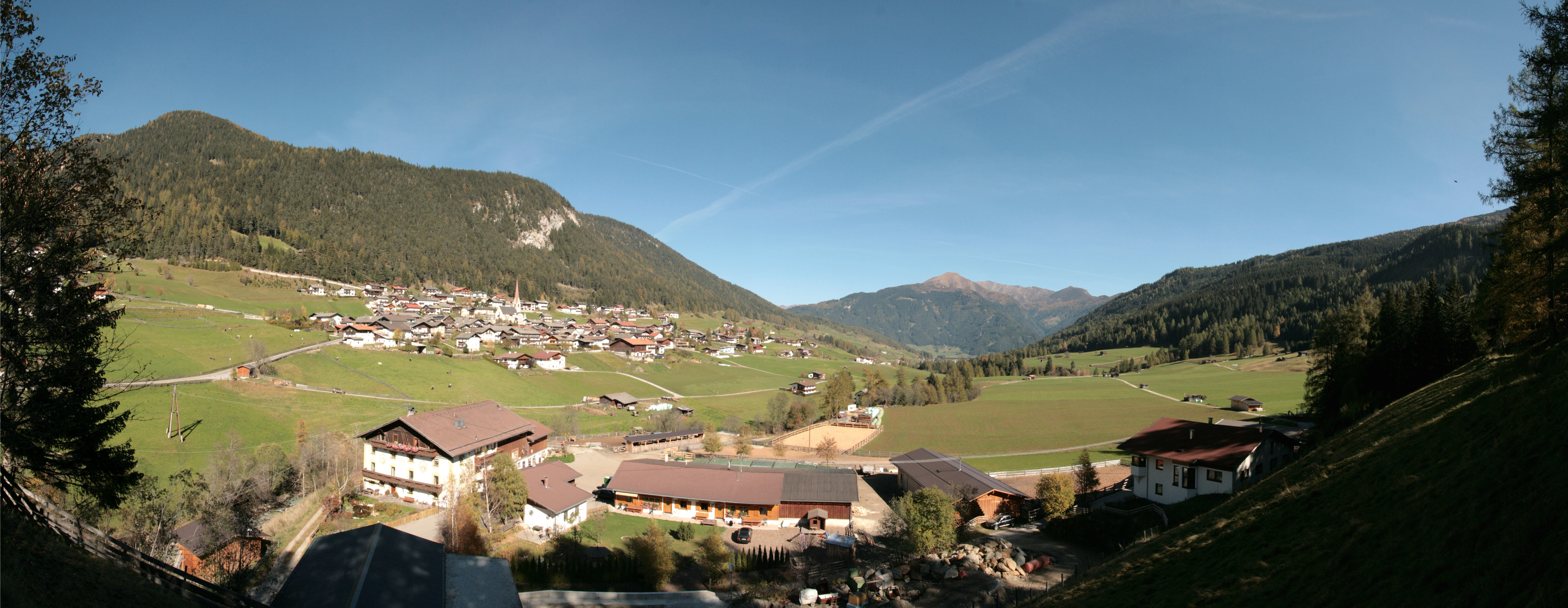
Trins vom Kalvarienberg aus gesehen
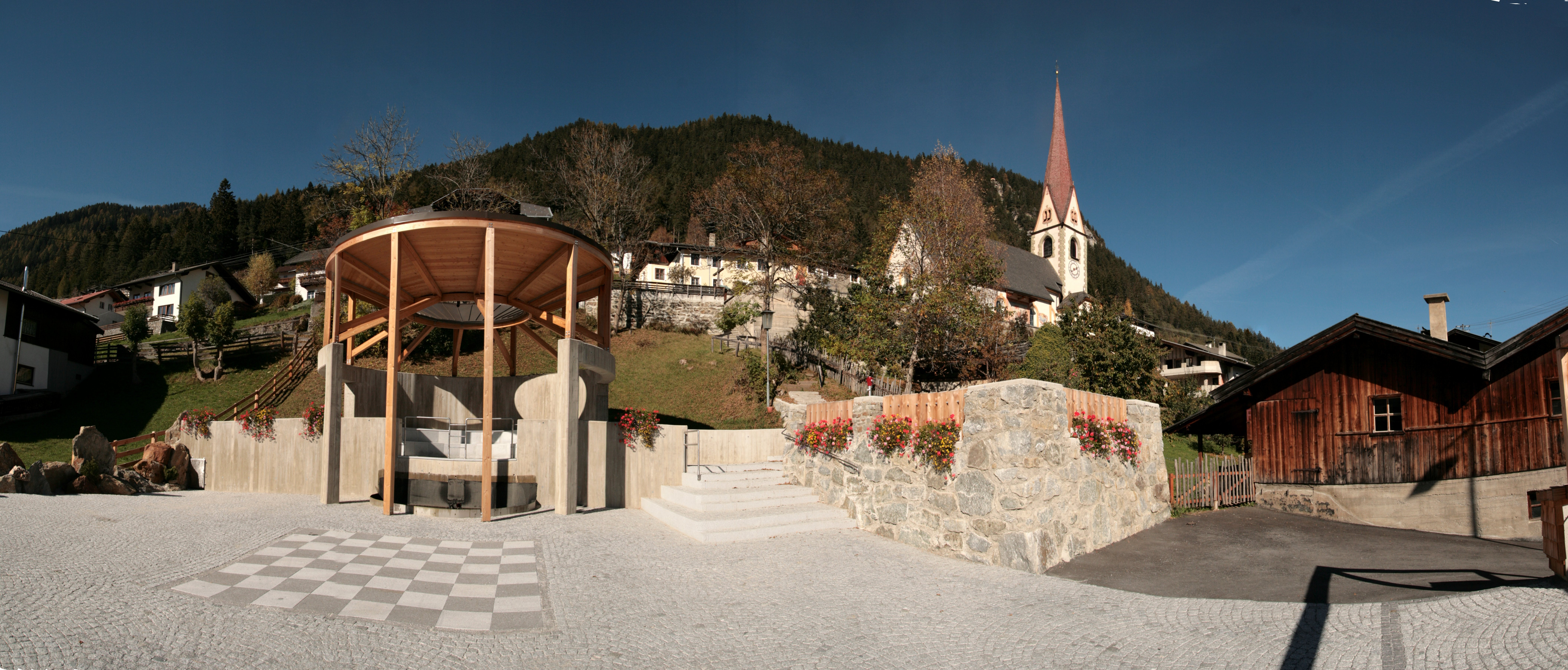
Dorfplatz mit spätgotischer Pfarrkirche
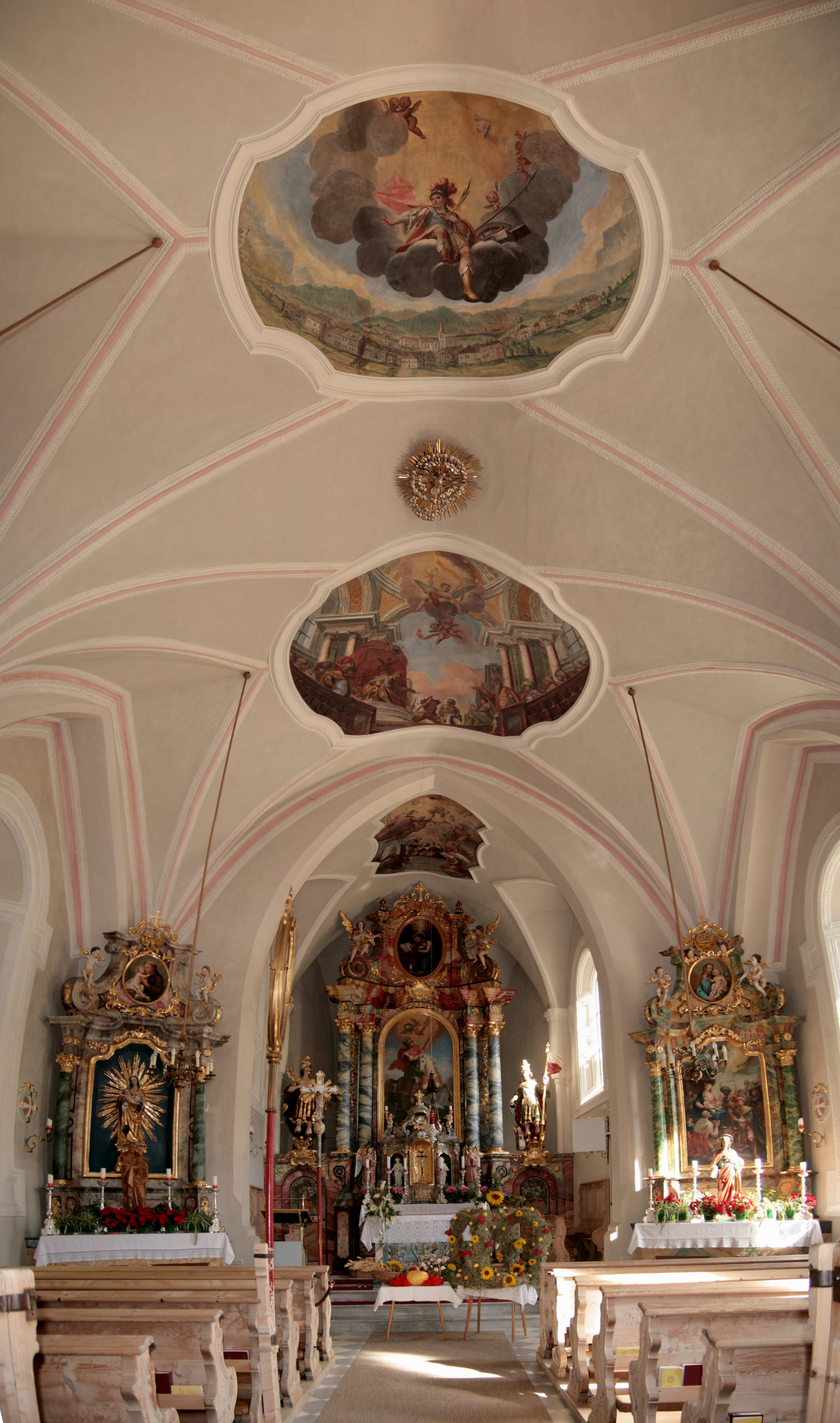
Altar der Pfarrkirche Trins
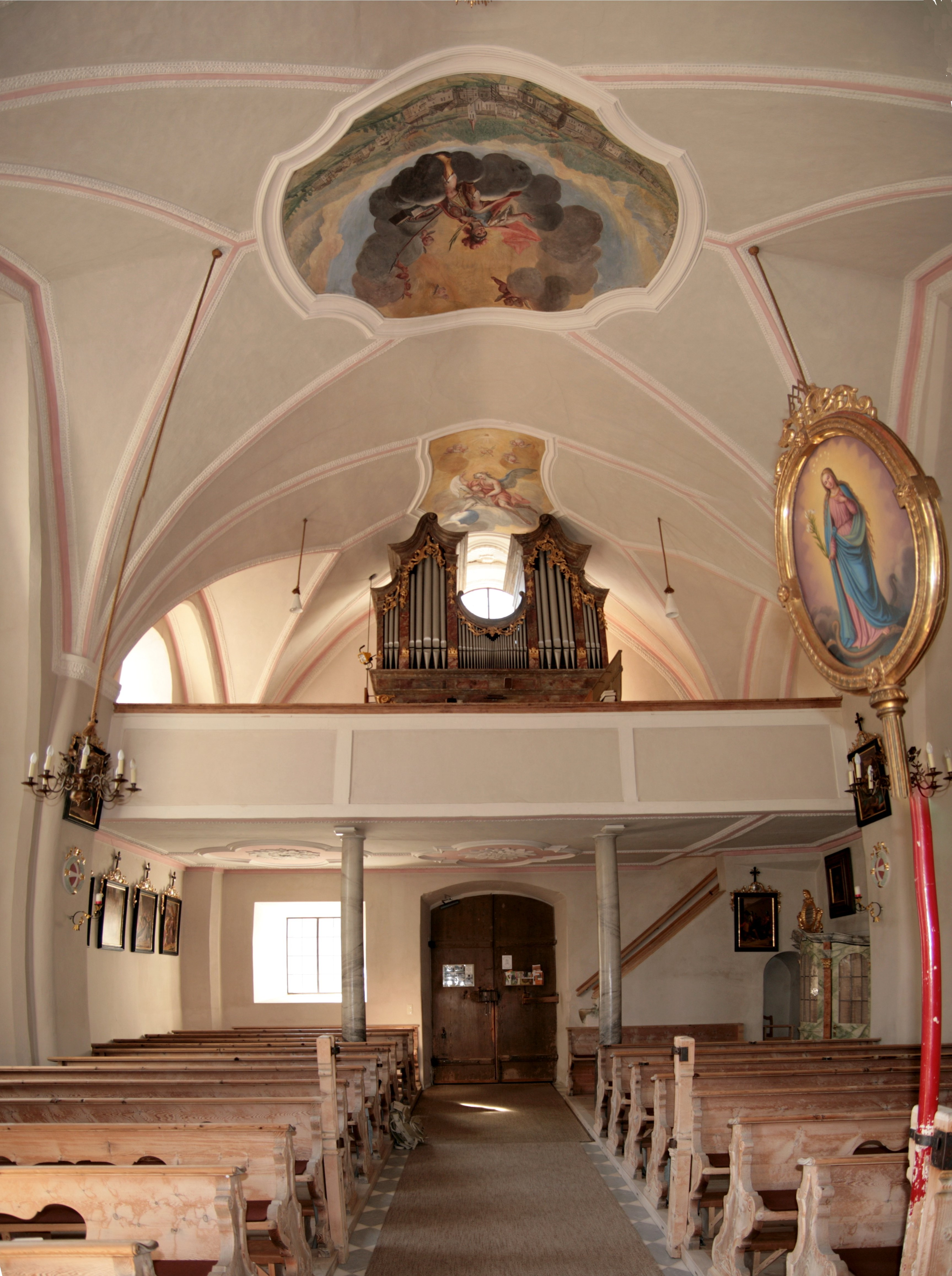
Orgel der Pfarrkirche Trins
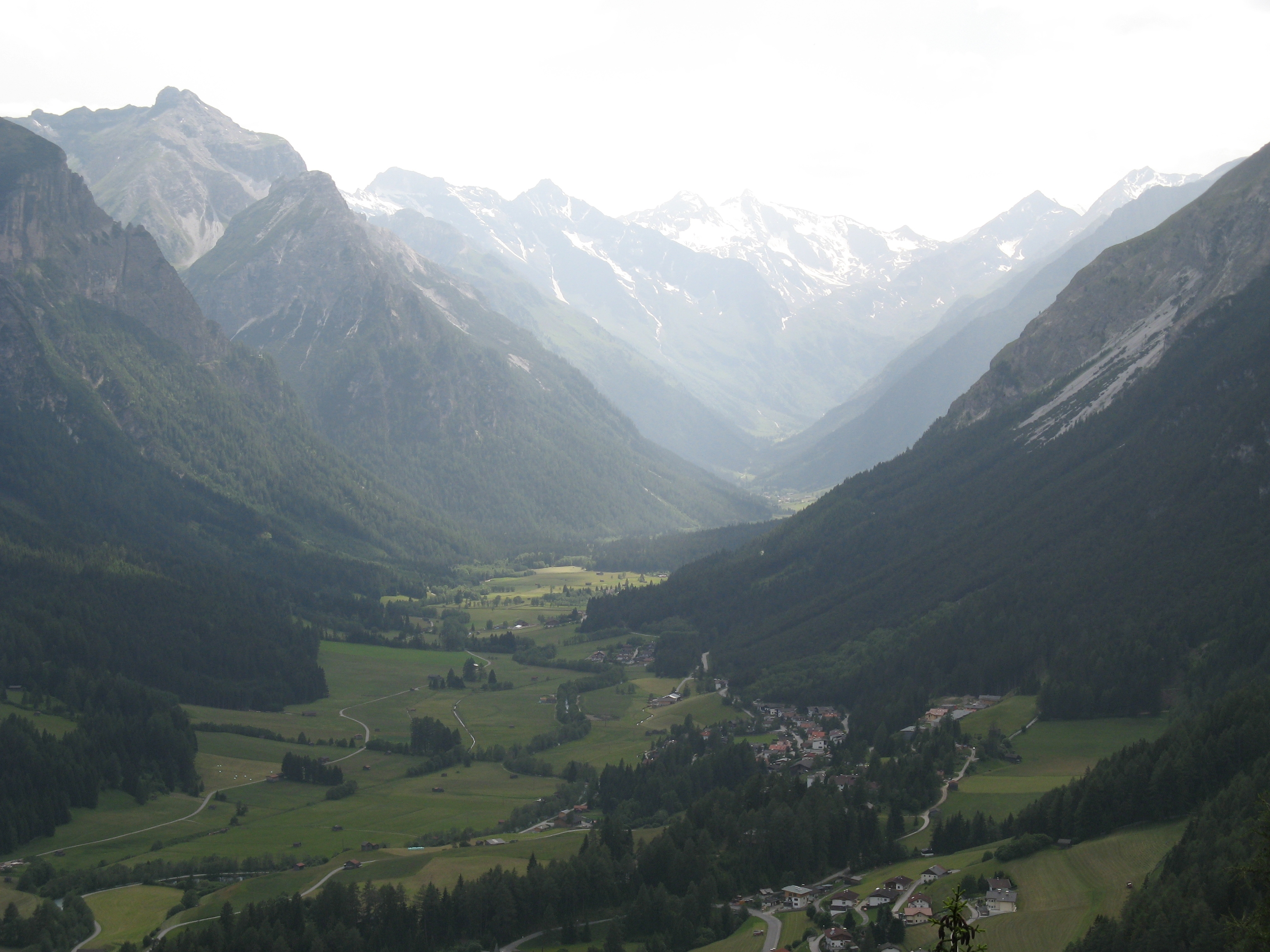
Blick von Aussichtsplattform „Adlerblick“ auf Talende

## Trivia
In den Jahren 1940/41 wurde das propagandistische Heimatdrama Wetterleuchten um Barbara mit Sybille Schmitz, Attila Hörbiger, Maria Koppenhöfer, Oskar Sima und anderen teilweise in Trins gedreht.
Auf dem Höhepunkt des Vietnamkrieges fanden 1969 in oder bei Trins auch Dreharbeiten zum Antikriegsfilm Das vergessene Tal (The Last Valley) mit Michael Caine und Omar Sharif statt. Die malerische Bergkulisse des Gschnitztales kommt auch in Filmen wie Die Bourne Identität und 3 Zimmer/Küche/Bad vor.